# Parafia Najświętszej Maryi Panny w Stanley River
Parafia Najświętszej Maryi Panny w Stanley River – parafia rzymskokatolicka, należąca do archidiecezji Brisbane.
Na terenie parafii znajdują się kościoły:
- Kościół Najświętszej Maryi Panny w Stanley River - kościół parafialny
- Kościół św. Michała Archanioła w Kilcoy - kościół filialny